# کریستینا کومنچینی
کریستینا کومنچینی (ایتالیایی: Cristina Comencini؛ زادهٔ ۸ مهٔ ۱۹۵۶) کارگردان، فیلم‌نامه‌نویس، نویسنده، و پدیدآور اهل ایتالیا است. فیلم‌های او کاندیدای اسکار و شیر طلایی ونیز شده‌اند.
کومنچینی در طول سال‌های فعالیت خود از سال ۱۹۸۲ تاکنون، برخی از فیلم‌های معروف و محبوب را ساخته است. از جمله فیلم‌هایی که او کارگردانی کرده است می‌توان به دوران کودکی، حرفه و نخستین تجربه جاکومو کازانووا، اهل ونیز، ازدواج‌ها و سیاه و سفید اشاره کرد. همچنین، کومنچینی به عنوان نویسنده نیز فعالیت داشته است. او کتاب‌هایی را نوشته که در ایتالیا و سایر کشورها منتشر شده‌اند.

## گزیده فیلم‌شناسی
- ۱۹۶۹: دوران کودکی، حرفه و نخستین تجربه جاکومو کازانووا، اهل ونیز
- ۱۹۹۸: ازدواج‌ها
- ۲۰۰۵: نگو
- ۲۰۰۸: سیاه و سفید
- ۲۰۲۴: قطار کودکان